# 28563 Dantzler
28563 Dantzler è un asteroide della fascia principale. Scoperto nel 2000, presenta un'orbita caratterizzata da un semiasse maggiore pari a 2,3111487 UA e da un'eccentricità di 0,0554454, inclinata di 1,09543° rispetto all'eclittica.